# レチノイン酸
レチノイン酸（レチノインさん、英: retinoic acid）は、ビタミンA（レチノール）の代謝物質で、成長や発達に必要なビタミンAの機能を媒介する。レチノイン酸は、脊索動物にとって必須である。胚発生の初期には、胚の特定領域で生成されたレチノイン酸は、胚の後部の発達を導く細胞間シグナル分子として、胚の前後軸に沿った位置決定の助けとなる。この機構は、胚の発生初期にホメオティック遺伝子（Hox遺伝子）によって制御される。
体内で生成される主要なレチノイン酸はall-trans-レチノイン酸である一方、13-cis型と9-cis型のレチノイン酸もずっと低いレベルであるが存在する。
胚発生におけるレチノイン酸の主要な役割は分化の制御であるが、この効果自体がレチノイド製剤の副作用の原因にもなる。例として挙げると癌やニキビの治療に用いられるイソトレチノイン等の高い催奇性の原因となり、ビタミンA前駆体（パルミチン酸レチノール）やレチノイン酸自体の経口での大量摂取も同じ機構により催奇性を示す可能性がある。
皮膚に塗布すると皮膚の剥離作用があり、ケミカルピーリングに使われる。レチノールでは吸収された細胞内でレチノイン酸に変換されるため、このような作用はない。

## 生物学的作用機構
all-trans-レチノイン酸（ATRA）は、レチノイン酸受容体（RAR）に結合することで作用する。RARはレチノイドX受容体（RXR）とのヘテロ二量体としてDNAのレチノイン酸応答エレメント（RARE）と呼ばれる領域に結合する。ATRAの結合によってRARのコンフォメーションが変化し、近傍の遺伝子（Hox遺伝子や他の標的遺伝子）の転写誘導または抑制を行う他のタンパク質の結合に影響が生じる。RARは、さまざまな細胞種において分化を制御する異なる遺伝子のセットの転写を媒介する。そのため、RARによって調節される標的遺伝子は標的となる細胞に依存している。一部の細胞では、標的遺伝子の1つはレチノイン酸受容体自身（哺乳類ではRARβ）であり、応答の増幅が行われる。レチノイン酸レベルの制御は、レチノイン酸の合成と分解を制御するタンパク質のセットによって維持されている。
ATRAとHox遺伝子の間の相互作用の分子的基礎は、GFPのレポーター遺伝子コンストラクトを持つトランスジェニックマウスでの欠失分析によって研究が行われてきた。こうした研究によって、最も3'側に位置するHox遺伝子のいくつか（Hoxa1、Hoxb1、Hoxb4、Hoxd4など）の近接配列に機能的なRAREが同定されており、遺伝子とレチノイン酸との直接的な相互作用が示唆されている。こうした研究は、レチノイドが脊椎動物の胚発生におけるHox遺伝子を介したパターン形成に正常な役割を有していることを強く支持している。

## 生合成
ATRAはall-trans-レチノールからレチナールへ、そしてATRAへという2つの逐次的な酸化段階によって体内で産生されるが、いったん産生されるとレチノイン酸からレチノールへ還元することはできない。遺伝子発現の調節のためにレチノイン酸を産生する酵素には、レチノールからレチナールへ代謝するレチノールデヒドロゲナーゼ（Rdh10）と、レチナールからレチノイン酸へ代謝する3種類のレチナールデヒドロゲナーゼ（RALDH1（ALDH1A1）、RALDH2（ALDH1A2）、RALDH3（ALDH1A3））がある。毒性を防ぐために過剰なall-trans-レチノールを代謝する酵素には、アルコールデヒドロゲナーゼとシトクロムP450（cyp26）がある。

## 前駆体不在時の機能
ビタミンA1を欠乏しているがATRAを補充されたオスのラットは、精巣での局所的なレチノイン酸合成の欠如のために性腺機能低下症と不妊の症状を示す。メスのラットに対する同様の処置では、胚での局所的なレチノイン酸合成の欠如のために胎児吸収を原因とする不妊が引き起こされる。精巣でのレチノイン酸合成は主にRALDH2（ALDH1A2）によって触媒される。ラットと同様にヒトでも精子形成にレチノイン酸が必要であるため、この酵素の抑制による男性用ピルの開発が提案されている。

## 胚発生における機能
ATRAはモルフォゲン、すなわち濃度依存的に作用するシグナル伝達分子であり、ATRAの濃度が過剰または欠乏した際には奇形が生じる可能性がある。ATRAと相互作用するものにはFGF8、Cdx、Hox遺伝子があり、いずれも胚内のさまざまな構造の発生に関与する。例えば、ATRAは後脳の発生に必要なHox遺伝子の活性化に重要な役割を果たす。後に脳幹へと分化する後脳は、頭部と体幹部の境界を定義する主要なシグナル伝達中心として機能する。体幹部で高く、頭部と尾部との接合部で低くなる両側性のレチノイン酸勾配は、発生中の体幹でFGF8を抑制することで正常な体節形成、前肢芽の分化、心房の形成を可能にする。過剰なATRAへの曝露によって、後脳が肥大して脳の他の部分の成長が妨げられるとともに、体節の欠損や融合、大動脈や心臓内の大血管の異常など他の発生異常も生じる可能性がある。こうした奇形の蓄積によって、DiGeorge症候群との診断がなされることとなる。ATRAはさまざまな発生過程に関与しているため、ATRAの欠如と関係した異常はDiGeorge症候群と関係する部位にとどまらない。レチノイン酸は一生を通じて必要不可欠であり、妊娠期に最も重要となる。適切な濃度のATRAが存在しない場合、胎児には重大な影響が生じ、致死的ともなりうる。マウスやゼブラフィッシュにおけるATRA合成やATRA受容体（RAR）の遺伝的な機能喪失研究からは、体節、前肢芽、心臓、後脳、脊髄、眼、前脳基底核、腎臓、前腸内胚葉などに発生異常が生じることが明らかにされている。

## 関連する製剤
- トレチノイン / all-trans-レチノイン酸（商標名: Retin-A）
- イソトレチノイン / 13-cis-レチノイン酸 （商標名: Accutane、Roaccutane）